# Міст-дамба через озеро Пончартрейн

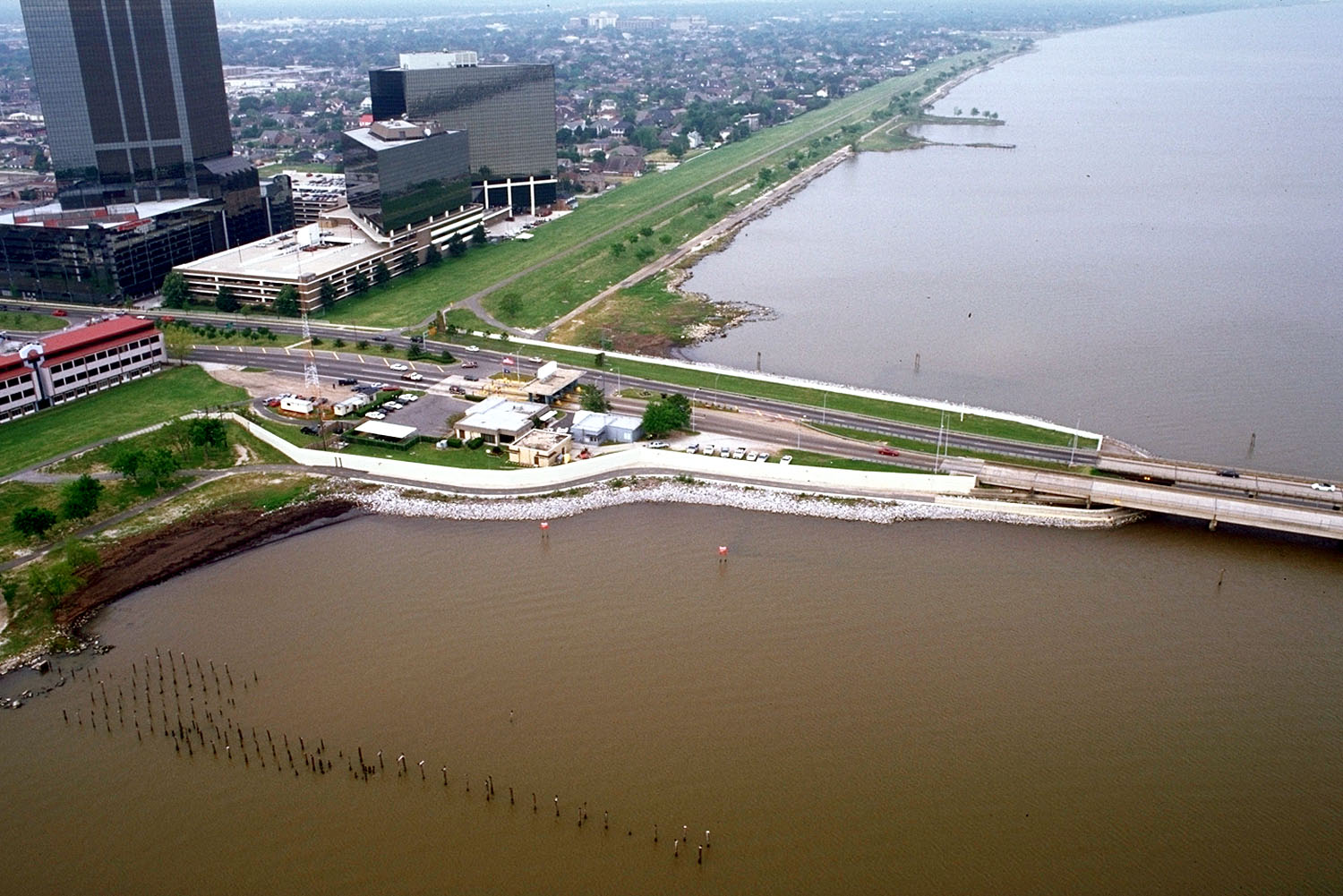
Південний край моста у Метайрі, 1998

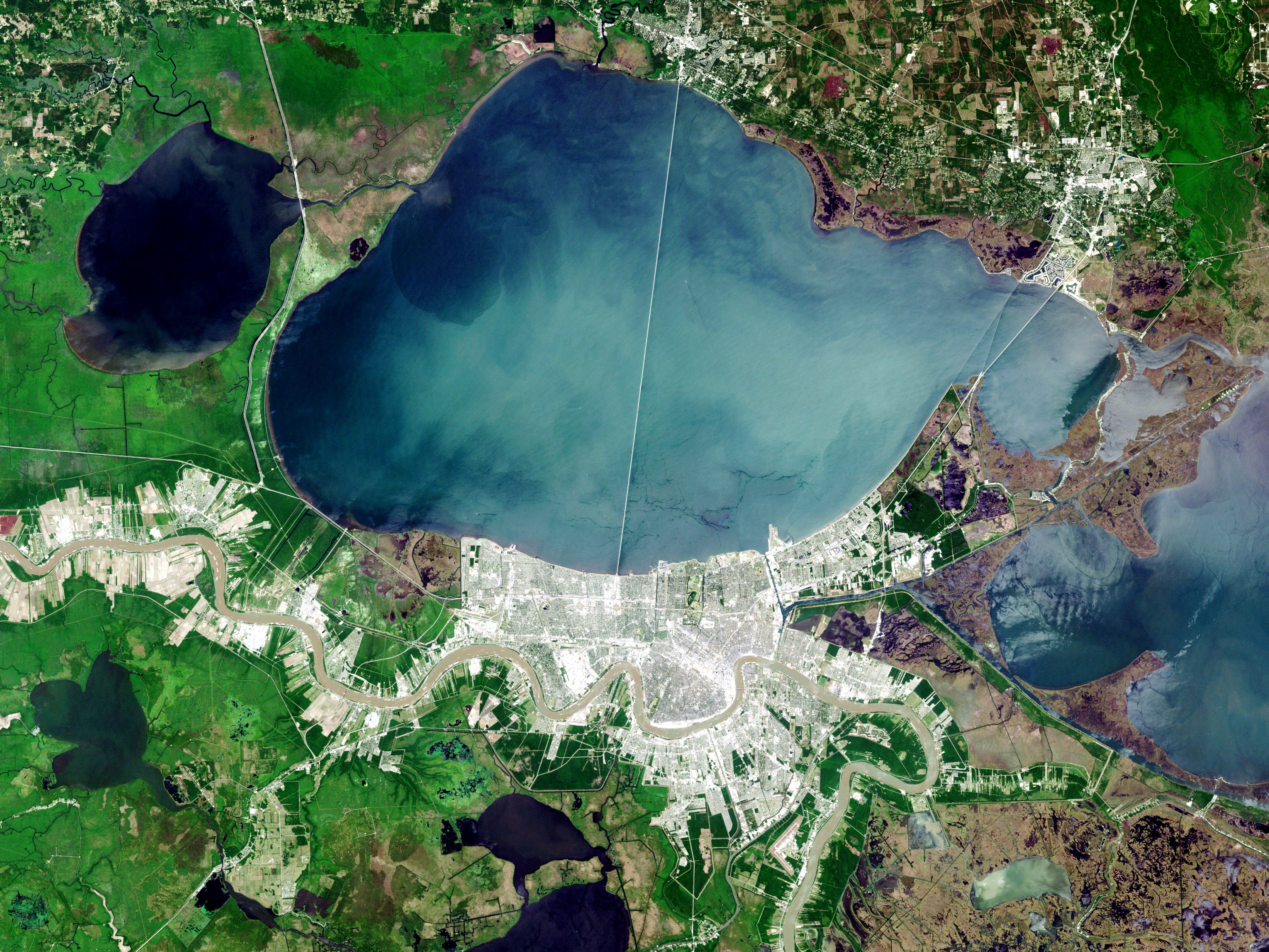
Міст на супутниковій світлині

Міст-дамба через озеро Пончартрейн (англ. Lake Pontchartrain Causeway), також відомий як міст між Мандевілл і Метайрі) — шостий по довжині міст (загалом) у світі і другий за довжиною міст через акваторію, знаходиться в штаті Луїзіана, США. Міст складається з двох паралельних доріг, найдовша завдовжки 38,42 км (23.87 миль). Міст з'єднує містечка Метайрі і Мандевіль, що розташовані на протилежних берегах озера Пончартрейн. Міст підтримують понад 9000 бетонних паль. У 13 км (8 милях) на південь від північного узбережжя біля мостів встановлені підйомні прогони.

## Події
У міст через озеро Пончартрейн тричі врізалися баржі :
- 17 січня 1960 року — в умовах сильного ранкового туману порожня баржа зіткнулася з мостом. В результаті події загинувших не було, проте два прольоти мосту були зруйновані, третій було пошкоджено.
- 16 червня 1964 року буксир з двома баржами вранці зіткнувся з мостом, в результаті чого у воду обрушилося 4 прогони моста. Загинуло 6 людей, які їхали в автобусі компанії Continental Trailways .
- 1 серпня 1974 року відразу кілька барж зіткнулося з новою північною секцією моста, в результаті було зруйновано декілька прогонів, у воду впало декілька автомобілів. Загинуло 3 людини.

## Історія
Ідея створення моста через озеро Пончартрейн виникла ще у XIX столітті у засновника міста Мандевиля — Бернарда де Мандевіль. Він організував поромне сполучення між північним і південним узбережжям озера, яке діяло аж до середини 1930-х років. У 1920-х роках було запропоновано створити декілька штучних островів в озері, які б поєднувалися ланцюжком мостів. Фінансування будівництва передбачалося частково компенсувати продажем земельних ділянок на цих островах. Проектування моста в його сучасному вигляді почалося у 1948 році зі створення Законодавчими зборами Луїзіани спеціальної комісії.
Перший міст був відкритий для руху 30 серпня 1956 року його вартість склала $ 30,7 млн. Паралельний йому міст було відкрито 10 травня 1969 року. Він довший першого на 20 м (1/100 милі), а його будівництво обійшлося у $ 26 млн. Проїзд по мосту через озеро Пончартрейн завжди був платним. До 1999 року плата становила $ 1,5 за в'їзд з будь-якого кінця моста, а з 1999 року плата за в'їзд з північного кінця була скасована. Вартість в'їзду на міст з південного боку збільшилася до $ 3.
Відкриття моста дозволило скоротити час подорожі з північного узбережжя озера Пончартрейн до Нового Орлеана до 50 хвилин (до будівництва для цього доводилося об'їжджати озеро із заходу чи сходу).
За всю свою історію (за даними 2008 року) на відміну від більшості інших подібних споруд, міст через озеро Пончартрейн ніколи не був скільки-небудь сильно пошкоджений стихійними лихами. Так, 29 серпня 2005 року міст був пошкоджений ураганом Катріна, проте серйозної шкоди було завдано лише старій що не використовується розв'язці. Завдяки цьому, міст використовувався як основна транспортна магістраль для рятувальних команд. Для громадського та приватного транспорту міст відкрився знову 19 вересня 2005 року, а плата за проїзд стала знову стягуватися з середини жовтня.

## Обмеження
На середину 2010-х обмеження швидкості на обох мостах складає 65 миль на годину під час туману, дощу або сильного вітру. До 2004 року обмеження становило 55 миль на годину; його підвищення пов'язане з необхідністю розвантажити секції моста. Крім того це дозволило скоротити час перетину мосту на 4 хвилини.

## Ресурси Інтернету
- Офіційний сайт організації, яка обслуговує міст [Архівовано 29 березня 2016 у Wayback Machine.]
- Супутникова світлина моста на Google Maps [Архівовано 11 січня 2014 у Wayback Machine.]